# Lewis Hartsough

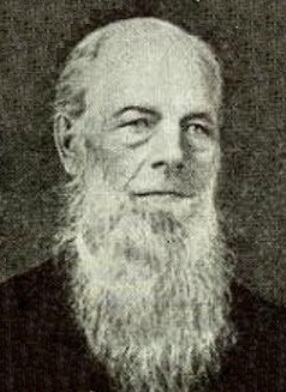
Lewis Hartsough

Lewis Hartsough, född 1828, död 1919, var en engelsk psalmförfattare. Han var representerad i The English Hymnal with Tunes med psalmen I hear thy welcome, som han både diktade och tonsatte. Psalmen sjöngs av Ira D. Sankey och publicerades i personens första häfte Sacred Songs.

## Psalmer
- Hur ljuvt du kallar mig (Nr 10 i Sånger till Lammets lof 1877 och nr 244 Hemlandssånger 1891). Översatt av Erik Nyström.
- Jag tänker så gärna nr 488 i Hemlandssånger 1891